# کواترو چینگاس
کواترو چینگاس (به اسپانیایی: Cuatrociénegas de Carranza) یک منطقهٔ مسکونی در مکزیک است که در کواویلا واقع شده‌است.